# Paulo Oppliger
Paulo Augusto Oppliger Hambuger (ur. 16 listopada 1971 w Porto Alegre) – chilijski narciarz alpejski, brązowy medalista mistrzostw świata juniorów.

## Kariera
Po raz pierwszy na arenie międzynarodowej Paulo Oppliger pojawił się w 1988 roku, kiedy wystąpił na mistrzostwach świata juniorów w Madonna di Campiglio. W swoim jedynym starcie zajął tam 24. miejsce w zjeździe. Jeszcze dwukrotnie startował na imprezach tego cyklu, najlepszy wynik osiągając na rozgrywanych rok później mistrzostwach świata juniorów w Aleyska, gdzie wywalczył brązowy medal w zjeździe. W zawodach tych wyprzedzili go jedynie Ed Podivinsky z Kanady i Szwajcar Daniel Brunner. W zawodach Pucharu Świata zadebiutował 25 stycznia 1992 roku w Wengen, zajmując 29. miejsce w biegu zjazdowym. Tym samym już w swoim debiucie wywalczył pierwsze pucharowe punkty. Najwyższą lokatę uzyskał 26 marca 1993 roku w Åre, zajmując dwudzieste miejsce w supergigancie. Najlepsze wyniki osiągał w sezonie 1992/1993, kiedy zajął 128. miejsce w klasyfikacji generalnej.
W 1988 roku wystartował na igrzyskach olimpijskich w Calgary, gdzie jego najlepszym wynikiem było 37. miejsce w supergigancie. Podczas rozgrywanych cztery lata później igrzysk olimpijskich w Albertville zajął między inny 32. miejsce w supergigancie i 35. miejsce w zjeździe. Brał także udział w mistrzostwach świata w Morioce w 1993 roku, zajmując 22. miejsce w zjeździe. W 2003 roku zakończył karierę.

## Osiągnięcia

### Igrzyska olimpijskie
| Miejsce | Dzień     | Rok  | Miejscowość | Konkurencja | Czas biegu  | Strata   | Zwycięzca           |
| ------- | --------- | ---- | ----------- | ----------- | ----------- | -------- | ------------------- |
| DNF     | 17 lutego | 1988 | Calgary     | Kombinacja  | 36,55 pkt   | -        | Hubert Strolz       |
| 37.     | 21 lutego | 1988 | Calgary     | Supergigant | 1:39,66 min | +10,05 s | Franck Piccard      |
| 44.     | 25 lutego | 1988 | Calgary     | Gigant      | 2:06,37 min | +17,39 s | Alberto Tomba       |
| DNF     | 27 lutego | 1988 | Calgary     | Slalom      | 1:39,47 min | -        | Alberto Tomba       |
| 35.     | 9 lutego  | 1992 | Albertville | Zjazd       | 1:50,37 min | +5,93 s  | Patrick Ortlieb     |
| 32.     | 16 lutego | 1992 | Albertville | Supergigant | 1:13,04 min | +3,77 s  | Kjetil André Aamodt |
| DNF     | 11 lutego | 1992 | Albertville | Kombinacja  | 14,58 pkt   | -        | Josef Polig         |

### Mistrzostwa świata
| Miejsce | Dzień     | Rok  | Miejscowość | Konkurencja | Czas biegu  | Strata  | Zwycięzca   |
| ------- | --------- | ---- | ----------- | ----------- | ----------- | ------- | ----------- |
| 22.     | 11 lutego | 1993 | Morioka     | Zjazd       | 1:32,06 min | +2,21 s | Urs Lehmann |

### Mistrzostwa świata juniorów
| Miejsce | Dzień       | Rok  | Miejscowość          | Konkurencja | Czas biegu  | Strata  | Zwycięzca           |
| ------- | ----------- | ---- | -------------------- | ----------- | ----------- | ------- | ------------------- |
| 24.     | 27 stycznia | 1988 | Madonna di Campiglio | Zjazd       | 1:33,15 min | +2,11 s | Kaspar Gilgenrainer |
| 3.      | 5 kwietnia  | 1989 | Aleyska              | Zjazd       | 1:28,93 min | +0,14 s | Ed Podivinsky       |
| 27.     | 6 kwietnia  | 1989 | Aleyska              | Supergigant | 1:17,59 min | +2,99 s | Tommy Moe           |
| 10.     | 21 marca    | 1990 | Zinal                | Zjazd       | 1:19,42 min | +2,09 s | Kjetil André Aamodt |
| 24.     | 24 marca    | 1990 | Zinal                | Gigant      | 2:20,38 min | +5,50 s | Lasse Kjus          |

### Puchar Świata

#### Miejsca w klasyfikacji generalnej
- sezon 1991/1992: 152.
- sezon 1992/1993: 128.

#### Miejsca na podium w zawodach
Oppliger nigdy nie stanął na podium zawodów PŚ.